# Alfredo Harp Helú
Alfredo Harp Helú (Ciudad de México; 11 de marzo de 1944) es un empresario mexicano.
Contador público por la UNAM, especialista en la rama financiera y bursátil. Con el lema: “la mejor inversión está en México”, fue socio cofundador de la casa de bolsa Acciones y Valores de México, S.A. de C.V. en 1971 y en 1991 fue integrante del grupo que adquirió, el Banco Nacional de México (Banamex). 
En 2008, Harp Helú obtuvo el control de Grupo Martí, empresa dedicada a la venta de artículos deportivos y a la operación de centros de acondicionamiento físico (Sport City).
Desde 1990 Alfredo Harp Helú lleva adelante obras filantrópicas. Sus diversos programas se agrupan desde el año 2000 en la fundación que lleva su nombre.
Apasionado del béisbol, en 1994 cumplió uno más de sus sueños adquiriendo el equipo Diablos Rojos del México. Desde 1996 es propietario de los Guerreros de Oaxaca, Ambos equipos pertenecen a la Liga Mexicana de Béisbol AAA. A partir de 2012, Alfredo Harp es accionista de los Padres de San Diego, con lo que se convirtió en el primer empresario mexicano en invertir en las Grandes Ligas de Béisbol de los Estados Unidos.
En 2003 publicó su autobiografía Vivir y morir jugando béisbol en el que Alfredo Harp señala su pasión por el béisbol y lo utiliza como “parámetro para comparar la vida”. 
En 2004 fundó en Oaxaca la Academia de Béisbol de Alto Rendimiento Alfredo Harp Helú para reclutar a jóvenes talentosos entre 14 y 17 años de edad que podrían convertirse en jugadores profesionales. Es un proyecto que apuesta por una educación integral, ya que los jóvenes complementan su educación formal con la educación deportiva.

## Carrera profesional
Egresado de la Escuela de Comercio y Administración de la Universidad Nacional Autónoma de México (UNAM), trabajó en el despacho de auditoría Price Waterhouse donde colaboró dos años. Posteriormente, ingresó al medio bursátil. En 1971 fue socio fundador de la casa de bolsa Acciones y Valores de México, S.A. de C.V. (Accival), que desde el primer mes de fundada ocupó los primeros lugares en volumen y monto de operaciones celebradas en la Bolsa Mexicana de Valores. En 1991 adquirió, junto con Roberto Hernández Ramírez, el Banco Nacional de México (Banamex) y conformaron el Grupo Banamex Accival (Banacci). En 2001 Citigroup adquirió Banamex y a partir de entonces Alfredo Harp Helú decide dedicar la mayor parte de su tiempo a la filantropía y al deporte. 
A finales de 2012 adquirió el 91.4% del Grupo Martí por cerca de 1.500 millones de pesos, con lo que su participación ascendió a 98.4%. Tras esta operación, la compañía fue deslistada de la Bolsa Mexicana de Valores.

## Filantropía
Alfredo Harp Helú encabezó desde Banamex distintas fundaciones: Fomento Social, Fomento Cultural y Fomento Ecológico Banamex para apoyar múltiples proyectos en beneficio de los mexicanos. Asignó fondos especiales para atender los desastres naturales, primero del país y posteriormente de distintas partes del mundo. 
Con la creación de la Fundación Alfredo Harp Helú promueve proyectos en las áreas de educación –con proyectos que ayudan a mejorar la infraestructura de diversas universidades, a fomentar la educación a distancia y a crear para programas de becas– y cultura –con proyectos de diversa índole, desde la creación de museos e instituciones culturales, becas para estudiantes de las artes, festivales de música, promoción de la filatelia hasta el rescate de órganos históricos, entre ellos, los órganos de la Catedral Metropolitana de la Ciudad de México. 
La Fundación Alfredo Harp apoya a diversas instituciones de salud con equipo médico especializado, mejoramiento de la infraestructura hospitalaria y fomento a la investigación médica. También tiene un especial compromiso con el cuidado del medio ambiente; además de la instalación de múltiples viveros de alta tecnología y bancos de selección de semilla promueve diferentes programas de reforestación, plantación urbana, captación de agua, cuidado de arrecifes, por mencionar algunos. 
En el área deportiva, la fundación apoya a deportistas y entrenadores, además de participar en el mejoramiento de instalaciones deportivas. Otra área que atiende la Fundación es el fomento a la lectura, donde destacan la instalación de bibliotecas infantiles y bibliotecas especializadas en literatura, historia, etnohistoria, así como diversos proyectos que llevan bibliotecas móviles a diferentes lugares del estado de Oaxaca.  
La Fundación Harp promueve proyectos productivos y brinda apoyo a los talleres artesanales, ya sea por medio de capacitación para el trabajo, mejoramiento de infraestructura, exposiciones, publicaciones y diversos estímulos para la producción. En cuanto a conservación del patrimonio, la Fundación ha apoyado diversos proyectos de restauración en México, sólo en Oaxaca se encuentran la recuperación del exconvento y la creación del Centro Cultural San Pablo; la restauración de diversos templos y exconventos como el de Santo Domingo en Oaxaca, San Jerónimo Tlacochahuaya, la capilla abierta de San Pedro y San Pablo Teposcolula y muchos otros. 
Son varias las instituciones creadas por Alfredo Harp Helú en la ciudad de Oaxaca para divulgar el conocimiento y difundir la cultura: Fundación Alfredo Harp Helú, Museo Textil de Oaxaca, Biblioteca de Investigación Juan de Córdova, Museo de Filatelia de Oaxaca,  Instituto de Órganos Históricos de Oaxaca, Biblioteca Andrés Henestrosa, Casa de la Ciudad, Adabi de México, Biblioteca Infantil BS.

## Familia
Alfredo Harp está casado con María Isabel Grañén Porrúa, doctora en Historia del Arte, directora de la Biblioteca Francisco de Burgoa en Oaxaca y presidenta de la Fundación Alfredo Harp Helú Oaxaca. Tuvo tres hijos en su primer matrimonio con Silvia Calderoni Guerrero: Alfredo Harp Calderoni, Sissi Harp Calderoni y Charbel Harp Calderoni, y dos en su segundo matrimonio: Santiago Harp Grañén y María Isabel Harp Grañén.